# Palazzo Carmi

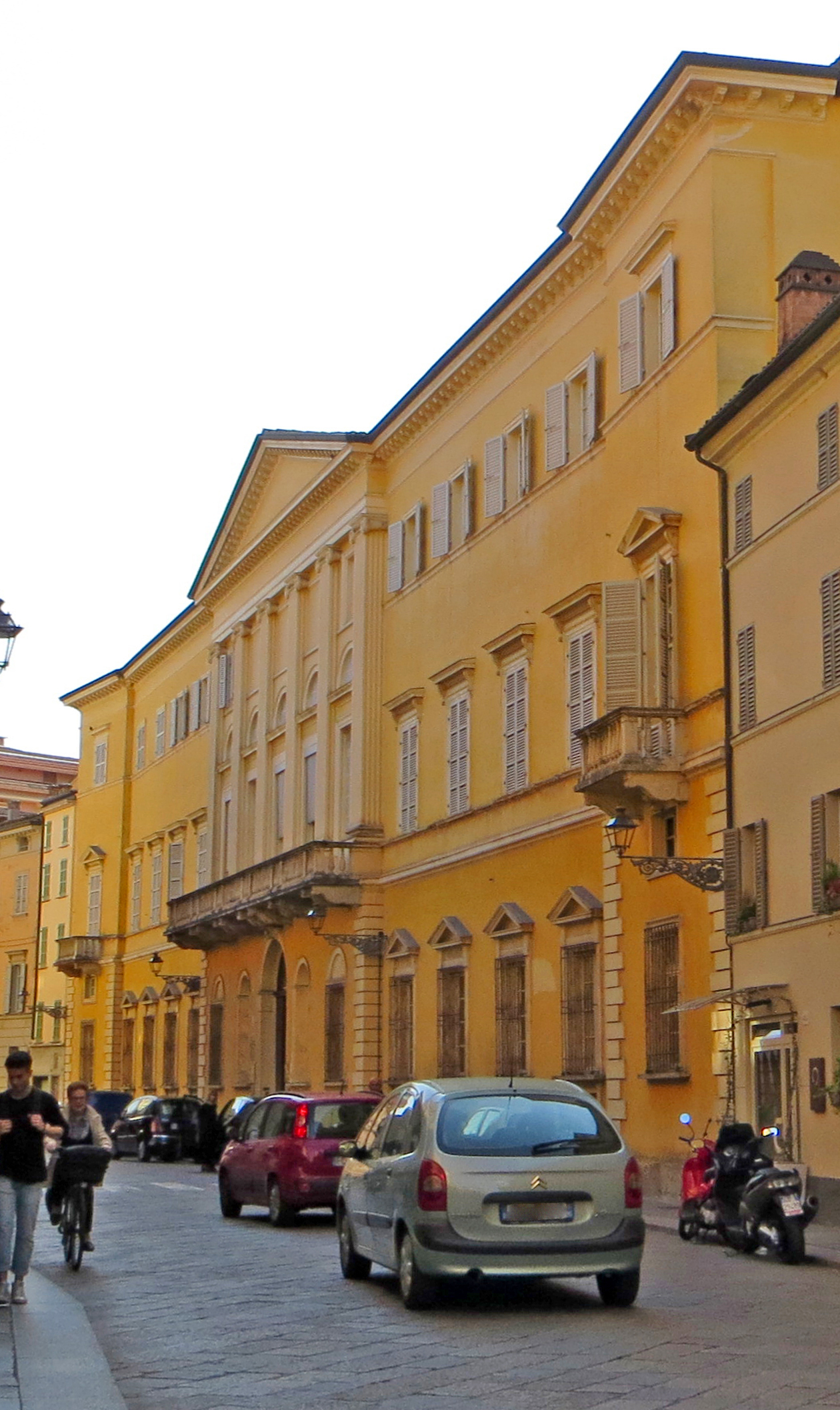
Hauptfassade des Palazzo Carmi in Parma

Der Palazzo Carmi ist ein klassizistischer Palast aus den 1830er-Jahren in Parma in der italienischen Region Emilia-Romagna. Er liegt in der Strada Farini 43.

## Geschichte
Der Palast wurde zwischen 1828 und 1832 anstelle eines vielschichtigen, spätmittelalterlichen Komplexes aus dem 16. Jahrhundert unter der Leitung des Architekten Paolo Gazola aus Piacenza errichtet, der nur wenige Jahre vorher in San Pancrazio Parmense die klassizistische Villa Levi-Tedeschi gebaut hatte. Für die Hauptfassade des neuen Palastes ließ sich Gazola vermutlich durch den Palazzo Dazzi inspirieren, den der Architekt Domenico Cossetti aus Parma zwischen 1794 und 1797 für den Markgrafen Gian Francesco Corradi Cervi errichtete.
Ende des 20. Jahrhunderts wurde das imposante Gebäude vollständig umgebaut und in luxuriöse Appartements aufgeteilt.

## Beschreibung

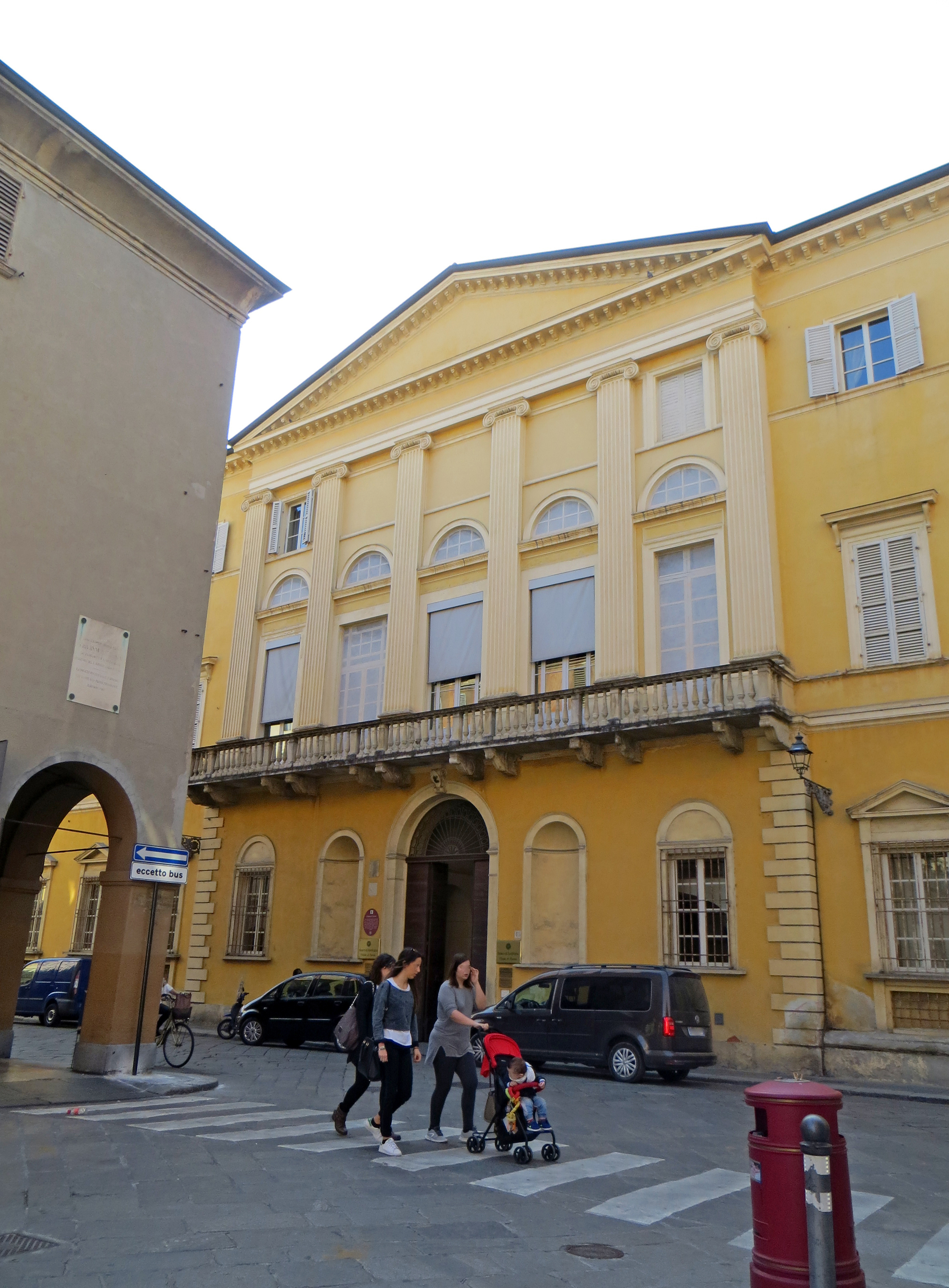
Mittelteil der Fassade

Der Palast hat einen komplexen, fast trapezförmigen Grundriss, bestimmt durch die unregelmäßige Form des Grundstückes, auf dem er erbaut worden war, die sich durch die fehlende Parallelität zwischen der Strada Farini und dem Borgo Cantelli ergibt. Während die Hauptfassade trotz der leichten Biegung der Straße vorwiegend symmetrisch ist, erscheint die Rückfassade, in Ziegelmauerwerk und unfertig, wesentlich unharmonischer.
Die elegante Hauptansicht von bemerkenswerter Länge besteht aus einem Baukörper in Mitte der leicht vorspringt, und zwei symmetrischen Seitenflügeln. Während der Mittelteil durch einen kleinen Balkon im Hauptgeschoss gekennzeichnet ist, über dem sich eine gigantische Ordnung von Pilastern erhebt, die in einem großen Tympanon kulminiert, sind die beiden Seitenflügel mit hohen Fenstern ausgestattet, die seltsamerweise im Erdgeschoss reicher geschmückte Rahmen haben als in den Stockwerken darüber, mit Ausnahme von den leicht vorspringenden Enden, die durch kleine Balkone im Hauptgeschoss gekennzeichnet sind, auf die sich gerahmte Fenstertüren mit Tympana darüber öffnen.
Durch das hohe Hauptportal und über das breite Atrium gelangt man in einen ersten Innenhof, der großartiger ist als die anderen beiden Höfe des Gebäudes.
Vom Empfangssaal kommt man auch zur klassizistischen Treppe mit zwei Treppenläufen und einer mit Quadraten verzierten Kuppel, die ins Hauptgeschoss führt, wo es noch zahlreiche Räume gibt, die von Giovan Battista Borghesi und Vincenzo Bertolotti bemalte Decken haben. Von besonderem Wert sind der Spiegelsaal, der Musiksaal und der achteckige Saal, der ganz im pompeianischen Stil dekoriert ist.